# Milada Gabrielová
Milada Gabrielová (* 13. srpna 1959 Frýdlant) je česká malířka a grafička. Věnuje se také navrhování interiérů a tvorbě vitráží.

## Životopis
Milada Gabrielová se narodila ve Frýdlantu v Čechách. Vystudovala Střední školu uměleckoprůmyslovou v Praze (1974–1978), obor Tvorba a konstrukce nábytku a interiéru. V letech 1980 až 1982 studovala na Vysoké škole uměleckoprůmyslové v Praze ilustraci a užitou grafiku, v roce 1986 absolvovala na Akademie výtvarných umění v atelieru grafiky u profesora Ladislava Čepeláka.
Po studiích se věnovala rodině, vytvářela vystřihované skládanky nebo malované vitráže do interiérů. Samostatně i s architekty se zabývala navrhováním a realizací interiérů. Průběžně se zabývá malbou, grafikou a foliážemi.
Od roku 2008 začala učit na Fakultě architektury ČVUT jako odborná asistentka. Vedle pedagogické činnosti, vede a organizuje kurzy v rámci celoživotního vzdělávání a Univerzity třetího věku a další kurzy a workshopy např. výtvarnou dílnu na zámku Karlova Koruna v Chlumci nad Cidlinou nebo kurzy kresby architektonické perspektivy na Fakultě architektury VUT v Brně.
V akademickém roce 2021– 2022 jako asistentka Ústavu zobrazování Fakulty architektury VUT, vyučuje grafické techniky a výtvarnou tvorbu.
V roce 2010 patřila mezi zakládající členy občanského sdružení Janovka o. s. , vede zde výtvarné dílny. Podporuje spolek Múzy dětem. Je známa také účastí na dalších charitativních projektech jako jsou Medela nebo Berkat.
Od října 2008 do ledna 2011 působila jako kurátorka galerie ústavu výtvarné tvorby „Schodiště“ v Praze spolu s akademickou malířkou Gabrielou Novákovou.

## Tvorba

### Umělecké instalace
- Modlitba za déšť. Přejme si, Galerie černá linka, Česká republika, Brno, 2018 – 2019

- Měření na profilu 121, Transformátor, Přichází, 1985. Karass Geofyzika, Česká republika, Praha 1, 2018 – 2019
- Foliovník. Galerie Mini FA VUT, Česká republika, Brno, 2020[12]

### Výstavy
- autorská Motýli, lesy a ženy, Zámek Bystřice pod Hostýnem, 2009
- kolektivní Salón pražských výtvarných umělců '88, Park kultury a oddechu Julia Fučíka, 1988 Mladé ateliéry ´90, Galerie Fronta, 1990 Variace pro dvě nohy (Boty – klasický doplněk v pojetí českých a slovenských výtvarníků), Galerie u prstenu, 1995 Kámen barvy papír. Litografická dílna Petra Korbeláře, Galerie Hollar, 2014[13]